# 髙橋輝和
髙橋 輝和（たかはし てるかず、1944年 - ）は、日本のドイツ・ゲルマン言語文化論研究者。

## 略歴
- 1970年、関西大学大学院文学研究科修士課程ドイツ語学文学専攻修了（文学修士）
- 1972－73年、ドイツ学術交流会（DAAD）奨学生（ミュンスター大学）
- 1974－79年、長崎大学教養部助教授
- 1975年、ドイツ語学文学振興会奨励賞受賞
- 1979－92年、岡山大学文学部助教授
- 1983－84年、アレクサンダー・フォン・フンボルト財団研究員（ミュンスター大学）
- 1992－2003年、岡山大学文学部教授
- 1994年、『古高独語詩「ゲオルクの歌」の研究』により博士号（文学）取得（関西大学）
- 1997−98年、岡山大学職員組合執行委員長
- 2003－09年、岡山大学大学院社会文化科学研究科教授
- 2003－07年、岡山大学大学院社会文化科学研究科研究科長
- 2004－08年、日本独文学会中国四国支部支部長
- 2006−07年、津山洋学資料館新館展示構想策定委員会委員長
- 2008年、一般公開国際シンポジウム「日独文化交流史上の在日ドイツ兵捕虜とその収容所」開催（岡山大学）
- 2009年、岡山大学名誉教授
- 2010−14年、津山洋学資料館協議会委員長
- 2011−12年、大阪大学大学院言語文化研究科外部評価委員会委員
- 2017年、『ドイツ語の様相助動詞』により日本独文学会賞受賞

## 著書

### 単著
- ゴート語入門 ．クロノス 1982, 改訂増補版1999, 新版（第三版）白水社2023
- 古高独語詩「ゲオルクの歌」の研究． 岡山大学文学部 1990（岡山大学文学部研究叢書4）
- 古期ドイツ語文法．大学書林 1994
- シーボルトと宇田川榕菴－江戸蘭学交遊記． 平凡社 2002（平凡社新書129）
- 古期ドイツ語の二大作品『ヘーリアント』と『オットフリート』の語彙の総合的対比研究．科学研究費補助金研究成果報告書 2004
- 在日ドイツ兵俘虜収容所の実態とその世界史的な意味．科学研究費補助金研究成果報告書 2008
- 丸亀ドイツ兵捕虜収容所物語. えにし書房 2014
- ドイツ語の様相助動詞－その意味と用法の歴史. ひつじ書房 2015（ひつじ研究叢書〈言語編〉第126巻）
- 聖人と竜－図説・聖ゲオルギウス伝説とその起源. 八坂書房 2017

### 翻訳
- 言語学の基礎概念と研究動向. ヘルムート・ギッパー著、寺川央・木村鈴子・高橋輝和訳．三修社1986、第2版 2003
- 文久元年の対露外交とシーボルト. 保田孝一編著、高橋輝和・倉地克直・木之下忠敬共訳．吉備洋学資料研究会1995
- 古期ドイツ語作品集成. 溪水社2003